# Kenji Ōba (attore)
Kenji Takahashi, meglio noto come Kenji Ōba (Prefettura di Aichi, 5 febbraio 1955), è un attore ed ex stuntman giapponese.

## Filmografia parziale
- Kill Bill: Volume 1 (2003)
- Kill Bill: Volume 2 (2004)